# 塞维耶尔堡
塞维耶尔堡（法語：Servières-le-Château，法語發音：[sɛʁvjɛʁ lə ʃato]）是法国科雷兹省的一个市镇，位于该省东南部，属于蒂勒区。

## 地理
塞维耶尔堡（45°7'49"N, 2°1'30"E）面积24.24 平方千米，位于法国新阿基坦大区科雷兹省，该省份为法国中南部省份，北起上维埃纳省和克勒兹省，西接多爾多涅省，南至洛特省，东临多姆山省和康塔爾省。
与塞维耶尔堡接壤的市镇（或旧市镇、城区）包括：上巴西尼亚克、达拉扎克、欧特法日、圣热涅奥梅尔、圣马夏尔昂特赖格、圣马丹拉梅阿讷、圣普里瓦。

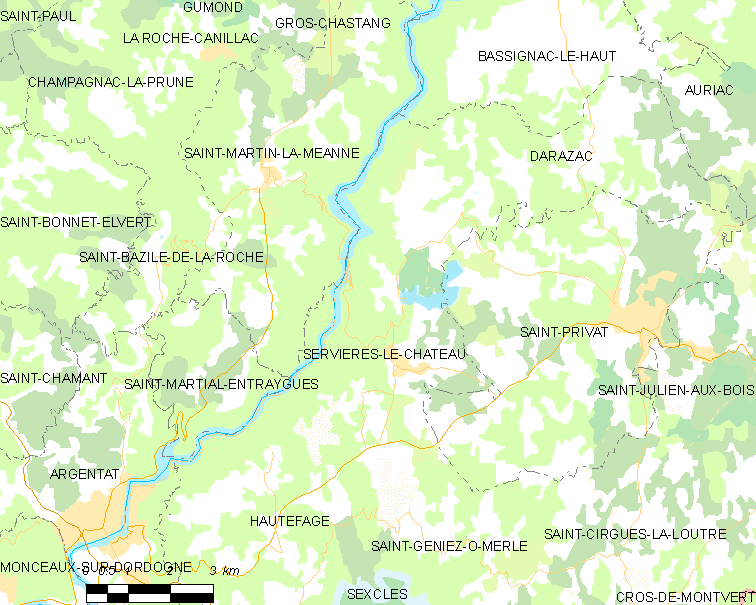
塞维耶尔堡的OSM定位图

塞维耶尔堡的时区为UTC+01:00、UTC+02:00（夏令时）。

## 行政
塞维耶尔堡的邮政编码为19220，INSEE市镇编码为19258。

## 政治
塞维耶尔堡所属的省级选区为多尔多涅河畔阿让塔县。

## 人口

1962-2008年间塞维耶尔堡人口变化图示

塞维耶尔堡于2022年1月1日时的人口数量为568人。